# Hexatoma (Eriocera) batesi
Hexatoma (Eriocera) batesi is een tweevleugelige uit de familie steltmuggen (Limoniidae). De soort komt voor in het Neotropisch gebied.